# Réinsertion post-carcérale en France
 (mai 2009).
Si vous disposez d'ouvrages ou d'articles de référence ou si vous connaissez des sites web de qualité traitant du thème abordé ici, merci de compléter l'article en donnant les références utiles à sa vérifiabilité et en les liant à la section « Notes et références ».
 (février 2015).

La réinsertion post-carcérale (ou parfois réhabilitation) est le processus qui consiste à réintroduire un détenu dans la société civile à la fin de sa peine carcérale. Elle est à la fois psychologique et sociale. 
 Le présent article présente la situation en France.

## Historique
- La réinsertion des ex-détenus n'a été prise en compte qu'à partir de 1971.
- Selon un texte de loi datant de 1945 : « la peine privative de liberté a pour but essentiel l'amendement et le reclassement social des condamnés. ». Le but essentiel de l'emprisonnement est maintenant d'aider à la réinsertion. L'Institut des juges de l'application des peines doit suivre les condamnés après le jugement et peut prendre des mesures de faveur.
- Depuis 1971, la réinsertion a un vrai but. Les réformes sont alors destinées à rendre aux détenus une citoyenneté qui leur est encore refusée.
- À partir des années 1980, le milieu ouvert se développe (lieu de semi-liberté).
- Depuis la loi du 22 juin 1987, le service public pénitentiaire a pour mission de favoriser la réinsertion sociale des personnes qui lui sont confiées par l'autorité judiciaire. Depuis le décret du 13 avril 1999, cette mission relève des SPIP (Services Pénitentiaires d'Insertion et de Probation).
- Un grenelle de l'insertion a été annoncé le 2 octobre 2007. Les 23 et 24 novembre 2007 à Grenoble, les travaux du grenelle ont été officiellement lancés. C'est Martin Hirsch, haut Commissaire aux solidarités actives contre la pauvreté (association française dont le but est de lutter contre la pauvreté) qui est chargé de l'organiser.

## Les différentes réinsertions

### La réinsertion professionnelle
La réinsertion professionnelle est la reprise d'une activité professionnelle. La réinsertion professionnelle nécessite un travail sur l'ensemble des problèmes du détenu : situation administrative (il n'a souvent plus de papiers), situation familiale (isolement, divorce, famille éloignée…), santé (problème d'alcool, toxicomanie), hébergement (il se retrouve souvent à la rue)…
La réinsertion professionnelle se prépare surtout dans la prison, en suivant des cours (formations professionnelles, passage du bac et autres concours…) ou en travaillant dans des ateliers ou aux services généraux (nettoyage de locaux…).
L'activité en milieu carcéral diminue de manière constante en France depuis l'abrogation en 1987 du caractère obligatoire du travail carcéral. Pourtant, il est comunément accepté que pour que le temps d'incarcération ne soit pas un temps mort laissant libre cours aux socialisations criminelles ou radicales, il est important de le structurer par des activités ayant pour but la réinsertion du criminel et la réforme de son comportement .

### La réinsertion sociale
La réinsertion sociale est la reprise des activités quotidiennes et des relations amicales et associatives. Les trois « piliers » de la réinsertion sociale sont : le logement (obtention d'un bien), l'éducation et l'emploi. Cela signifie que sans une réinsertion professionnelle, la réinsertion sociale est incomplète. La fourniture d'un logement ou l'aide à la recherche de logement (ce qui peut être proposé par certaines associations ou par la famille par exemple) vise à apporter une certaine stabilité dans la vie des anciens détenus. La prison propose des activités sportives et culturelles qui aident à la réinsertion sociale, mais elle n'est pas vraiment préparée en prison. Ce sont plutôt la famille et les amis du détenu qui l'aident.

## Le problème de la réinsertion
De nombreuses personnes mises en prison ne sont pas réellement bien insérées dans la société avant leur incarcération. La mentalité des personnes extérieures joue en leur défaveur. Le regard porté sur un détenu et les préjugés affaiblissent mentalement les ex-détenus. La prise de conscience de son acte, qui est un des buts déterminés par la justice, devient complexe quand en plus d'affronter la surpopulation carcérale (117% en 2015) il faut affronter l'insalubrité des prisons, comme à la Maison d'Arrêt de Nancy fermée pour cette cause en 2009, aux Baumettes en 2012, à Fleury ou à Fresnes en 2016. Insalubrité qui a déjà valu à la France une condamnation par la Cour Européenne des Droits de l'Homme en 2013. Sans compter que la majorité des détenus ont entre 16 et 19 ans et viennent de milieux socialement défavorisés. Or il a été établi que plus un prisonnier est jeune, plus ses chances de récidive sont grandes, notamment s'ils sont l'objet d'une sortie sèche, à savoir immédiate et non préparée. Quant au travail en prison non seulement il est sous-rémunéré, 332 euros pour un temps plein en moyenne, mais les emplois sont distribués à la discrétion de l'administration[réf. nécessaire].
Ancien détenu pour plusieurs braquages, Pierre Bernadin alias « Tito » juge que les permissions de sortie sont nécessaires pour les prisonniers afin de maintenir le lien familial et trouver un travail, véritable parcours du combattant pour l'obtenir ; « On a une permission quand on a un projet de sortie » Pour lui, remettre en cause ces permissions serait une erreur, surtout que les conditions pour en bénéficier sont déjà très dures. Face aux détracteurs qui crient au laxisme, il ajoute être "bien placé" pour savoir qu'il faut présenter beaucoup de garanties. Il raconte un processus compliqué de minimum six mois pour obtenir une autorisation qui intervient en fin de peine afin de préparer la sortie. "On a une permission quand on a un projet de sortie", rappelle-t-il.  Et "c'est le premier contact avec l'extérieur qui va donner envie de poursuivre sur le bon chemin. On se visualise plus dans l'avenir, on a envie de donner plus de sens à sa vie". À l'inverse, l'enfermement peut conduire le détenu à se renfermer sur lui-même voire à "s'ouvrir sur d'autres choses plus néfastes", selon lui.

## Que se passe-t-il à la sortie de prison?
Plusieurs études montrent que les détenus sortent de prison sans aucune ressource. 30 % d'entre eux se retrouvent sans argent, sans emploi et sans abri. 1/5 ont moins de 8€ en poche à la fin de leur incarcération et 1/3 se retrouvent seuls. En effet, les anciens détenus deviennent souvent SDF et/ou chômeurs. L'ANPE, qui intervenait au sein de certains établissements pénitentiaires pour préparer la sortie et le retour des détenus sur le marché du travail, ne dispose d'aucun outil pour suivre les détenus à la sortie. D'ailleurs, l'agence ne rencontre qu'un sortant sur cinq.[réf. nécessaire]
Les sortants de prison voient leur situation dégradée : ils n'ont plus le droit d'ouvrir un commerce, d'occuper un poste à responsabilités, d'exercer certaines activités professionnelles (fonction publique), d'être tuteur d'autres enfants que les leurs, sont privés de certains droits familiaux, et cela normalement pendant 6 ans.[réf. nécessaire] Mais souvent les patrons n'acceptent pas d'employer un ancien détenu même s'il a purgé sa peine depuis longtemps.
Depuis le 1er mars 1994, le code pénal prévoit l'interdiction des droits civiques en tant que peine complémentaire (article 131-26 du code pénal). L'interdiction des droits civiques, civils et de famille n'est donc pas obligatoire et ne peut excéder une durée de dix ans en cas de condamnation pour crime et une durée de cinq ans en cas de condamnation pour délit.
Le soutien de la famille, dans la mesure où elle existe, constitue un élément très important dans la volonté du détenu de retrouver une vie normale après sa libération. En effet, un détenu qui se retrouve entouré à sa sortie et qui peut, par exemple, travailler dans l'entreprise familiale, a plus de chances de réussir sa réinsertion, qu'elle soit sociale ou professionnelle.
Les opérations de réinsertion démarrent dès l'entrée du détenu dans un centre pénitentiaire afin de préparer au mieux sa sortie. Certaines associations interviennent dans la prison, pour que les détenus ne se sentent pas abandonnés et puissent compter sur elles pour leur réinsertion et notamment leur réinsertion professionnelle, très appréhendé par ces derniers.

## Les aides

### Associations
Les associations ont pour but d'aider les anciens détenus à se réinsérer dans la société. Elles leur apportent un grand soutien car il est toujours difficile pour un détenu de revenir à la vie « normale ».

## Administration pénitentiaire
SPIP : Service pénitentiaire d'insertion et de probation. Objectifs : assurer l'aide aux sortants de prison notamment en essayant de maintenir les liens familiaux, suivi individuel des individus : mise en place d'actions culturelles, essayer de régler les problèmes familiaux, les problèmes de biens matériels, participer à la prévention du suicide.
Désormais, pour l'ensemble des domaines d'intervention de la politique de réinsertion des personnes détenues (santé, emploi, formation…) , les SPIP concluent des partenariats avec d'autres associations et certaines institutions (ministères, collectivités territoriales…).

### Aide de l'État
Les organismes tels que Pôle emploi (indemnités chômage) ou encore la Caisse d'allocations familiales ont mis en place des mesures spéciales pour les anciens détenus. Pôle emploi a créé en Île-de-France un service Espace Liberté Emploi pour ce public spécifique. En effet, l'administration doit être en mesure d'apporter une réponse adaptée aux demandes d'emploi des détenus, en leur proposant par exemple une activité adaptée à la formation reçue en prison, si tel a été le cas. Cependant une majorité des personnes détenues ne reçoit aucune formation et est en situation de grande précarité à la sortie.

## Dans la culture

### Musique
- Evil Grimace a écrit la chanson de frapcore[5] Réinsertion[6].